# Панку, Даниэл Габриэл
Даниэ́л Габриэ́л Па́нку (рум. Daniel Gabriel Pancu, 17 августа 1977, Яссы) — румынский футболист, нападающий. Выступал за сборную Румынии.

## Карьера
Начал карьеру в «Политехнике» Яссы. Зимой 1996 перешёл в «Рапид» Бухарест за 200 тысяч долларов. Через 2,5 года перешёл в клуб итальянской серии B «Чезена» за 1 200 тысяч долларов, через год клуб выбыл из серии B и Панку вернулся в «Рапид» за 800 000$, где играл следующие два сезона. В это время он получил прозвище «Роналдо с Джулешти», начал играть за сборную, был капитаном в нескольких матчах. В 2002 году Панку купил «Бешикташ» за 2 250 000$, клуб тренировал Мирча Луческу, который раньше работал с Панку в «Рапиде». Зимой 2005/2006 он был отдан в «Рапид» в аренду, затем был продан в «Бурсаспор», весной 2008 снова вернулся в «Рапид», а в июле перешёл в «Терек», который покинул после чемпионата России 2009 года.